# Lista de personagens de Luke Cage

Uma imagem promocional da primeira temporada de Luke Cage. Da esquerda para a direita, Misty Knight (Simone Missick), Claire Temple (Rosario Dawson), Luke Cage (Mike Colter), Mariah Dillard (Alfre Woodard), Shades (Theo Rossi) e Cornell "Boca de Algodão" Stokes (Mahershala Ali)

A seguir se apresenta a lista de personagens de Luke Cage, uma série de web televisão norte-americana criada por Cheo Hodari Coker para a Netflix, baseada no personagem homônimo da Marvel Comics. É situada no Universo Cinematográfico Marvel, compartilhando continuidade com os filmes da franquia, e é a terceira de quatro séries que levaram á minissérie crossover The Defenders. A série estrela Mike Colter como Luke Cage, com Simone Missick, Theo Rossi e Alfre Woodard também estrelando. Mahershala Ali, Erik LaRay Harvey e Rosario Dawson também estrelam na primeira temporada, enquanto Gabrielle Dennis e Mustafa Shakir se juntaram ao elenco na segunda temporada. Colter reprisa seu papel da série Jessica Jones, enquanto Dawson retorna depois de interpretar a personagem Claire Temple nas outras séries da Marvel/Netflix. Além dos personagens originais, vários outros personagens baseados em várias propriedades da Marvel também aparecem ao longo da série.

## Resumo
Chave:
     = Não aparece / ainda não confirmado para aparecer
| Personagem                       | Interpretado(a) por    | Aparições                | Aparições              | Aparições              |
| Personagem                       | Interpretado(a) por    | Primeira aparição        | 1.ª temporada          | 2.ª temporada          |
| Personagens principais           | Personagens principais | Personagens principais   | Personagens principais | Personagens principais |
| -------------------------------- | ---------------------- | ------------------------ | ---------------------- | ---------------------- |
| Luke Cage                        | Mike Colter            | "Moment of Truth"        | Principal              | Principal              |
| Cornell "Boca de Algodão" Stokes | Mahershala Ali         | "Moment of Truth"        | Principal              | Does not appear        |
| Misty Knight                     | Simone Missick         | "Moment of Truth"        | Principal              | Principal              |
| Shades                           | Theo Rossi             | "Moment of Truth"        | Principal              | Principal              |
| Willis Stryker Cascavel          | Erik LaRay Harvey      | "Manifest"               | Principal              | Does not appear        |
| Claire Temple                    | Rosario Dawson         | "Just to Get a Rep"      | Principal              | Convidada              |
| Mariah Dillard                   | Alfre Woodard          | "Moment of Truth"        | Principal              | Principal              |
| Tilda Johnson                    | Gabrielle Dennis       | "Straighten It Out"      | Does not appear        | Principal              |
| John McIver Bushmaster           | Mustafa Shakir         | "Soul Brother #1"        | Does not appear        | Principal              |
| Personagens recorrentes          |                        |                          |                        |                        |
| Rafael Scarfe                    | Frank Whaley           | "Moment of Truth"        | Recorrente             | Convidado              |
| Bobby Fish                       | Ron Cephas Jones       | "Moment of Truth"        | Recorrente             | Recorrente             |
| Domingo Colon                    | Jacob Vargas           | "Moment of Truth"        | Recorrente             | Does not appear        |
| Lonnie Wilson                    | Darius Kaleb           | "Moment of Truth"        | Recorrente             | Does not appear        |
| Connie Lin                       | Jade Wu                | "Moment of Truth"        | Recorrente             | Convidada              |
| Candace Miller                   | Deborah Ayorinde       | "Moment of Truth"        | Recorrente             | Does not appear        |
| Mark Bailey                      | Justin Swain           | "Moment of Truth"        | Recorrente             | Recorrente             |
| Zip                              | Jaiden Kaine           | "Moment of Truth"        | Recorrente             | Does not appear        |
| Sugar                            | Sean Ringgold          | "Moment of Truth"        | Recorrente             | Recorrente             |
| Megan McLaren                    | Dawn-Lyen Gardner      | "Moment of Truth"        | Recorrente             | Does not appear        |
| Dave "D.W." Griffith             | Jeremiah Richard Craft | "Moment of Truth"        | Recorrente             | Recorrente             |
| Comanche                         | Thomas Q. Jones        | "Step in the Arena"      | Convidado              | Recorrente             |
| Noah Burstein                    | Michael Kostroff       | "Step in the Arena"      | Recorrente             | Does not appear        |
| Thembi Wallace                   | Tijuana Ricks          | "Suckas Need Bodyguards" | Recorrente             | Convidada              |
| Alex Wesley                      | John Clarence Stewart  | "Suckas Need Bodyguards" | Recorrente             | Recorrente             |
| Priscilla Ridley                 | Karen Pittman          | "Manifest"               | Recorrente             | Does not appear        |
| Benjamin Donovan                 | Danny Johnson          | "Manifest"               | Convidado              | Recorrente             |
| James Lucas                      | Reg E. Cathey          | "Soul Brother #1"        | Does not appear        | Recorrente             |
| Raymond "Piranha" Jones          | Chaz Lamar Shepherd    | "Soul Brother #1"        | Does not appear        | Recorrente             |
| Sheldon                          | Kevin Mambo            | "Soul Brother #1"        | Does not appear        | Recorrente             |
| Stephanie Miller "Billie"        | Tarah Rodgers          | "Soul Brother #1"        | Does not appear        | Recorrente             |
| Tom Ridenhour                    | Peter Jay Fernandez    | "Soul Brother #1"        | Does not appear        | Recorrente             |
| Nandi Tyler                      | Antonique Smith        | "Straighten It Out"      | Does not appear        | Recorrente             |
| Paul "Anansi" MacIntosh          | Sahr Ngaujah           | "Straighten It Out"      | Does not appear        | Recorrente             |
| Ingrid Mackintosh                | Heather Alicia Simms   | "Wig Out"                | Does not appear        | Recorrente             |